# مراس
مِرَّاس (الاسم العلمي: Chiroteuthis)، جنس حبار من فصيلة المراسيات. يشتمل على جُنيسين. أجسادها شبه وشعية الشكل، زعانفها مسديرة طرفية الأرتكاز. روؤسها أسطوانية. عيونها كبيرة ماسحة، ثمانية من جرازمها طليقة محجمة متقاربة الطول واثنتان شديدتا الطول عادمتا المحاجم تنتهيان برحى سنانية الشكل. يتميز الجنس بوجود حاملات ضوئية في نهاية الصولجان.